# Verzorgingsplaats Hooglanderveen
Verzorgingsplaats Hooglanderveen is een Nederlandse verzorgingsplaats, gelegen aan de westzijde van de A28 Groningen-Utrecht tussen afrit 8a en knooppunt Hoevelaken in de gemeente Amersfoort.
Richting Groningen: Vanenburg · Dasselaar · Leuvenhorst · Willemsbos · De Kraaienberg · Bornheim · De Markte · Dekkersland · Lageveen · Smalhorst · Peelerveld · Glimmermade
Richting Utrecht: Witte Molen · Zeijerveen · De Mussels · Panjerd · Haerst ·  't Loo · Vosbergen · De Haere · Hendriksbos · Drielander · Oldenaller · Hooglanderveen